# La Prêtresse de Carthage
Pour plus de détails, voir Fiche technique et Distribution.
La Prêtresse de Carthage est un film muet français réalisé par Louis Feuillade et sorti en 1911.

## Production
Le film appartient à la série "Le film esthétique" produit par Louis Gaumont dans les années 1910, après son voyage aux États-Unis. La majorité semble avoir été dirigé par Louis Feuillade lui-même. Ainsi en 1911, La Prêtresse de Carthage est diffusé aux côtés d'autres péplums comme Thaïs (adapté du roman d'Anatole France), Flore et Zéphyr ou encore Héliogabale.

## Fiche technique
- Réalisation et scénario : Louis Feuillade
- Société de production : Société des Établissements L. Gaumont
- Pays : France
- Format : Muet - Noir et blanc - 1,33:1 - 35 mm
- Métrage : 300 m
- Genre : Drame
- Date de sortie : 
  -  France - 1911

## Distribution
- Georges Wague
- Renée Carl
- Luitz-Morat